# Туркменхимия
Государственный концерн «Туркменхимия» (туркм. «Türkmenhimiýa» döwlet konserni) — государственная компания, единый производственно-хозяйственный комплекс, осуществляющий разработку и формирование важнейших направлений развития химической промышленности Туркменистана.

## История
Государственный концерн «Туркмендокунхимия» (Туркменские химические удобрения) образован Указом Президента Туркменистана от 15 июня 2000 года «с целью удовлетворения потребностей отраслей экономики Туркменистана в продукции химической индустрии и повышения эффективности управления предприятиями и организациями химического комплекса».
7 апреля 2005 года Постановлением Президента Туркменистана Государственный концерн «Туркмендокунхимия» был упразднен, и одновременно образовано акционерное общество «Туркменудобрения» («Туркмендокун») (учредители: Кабинет министров Туркменистана — 51 % и Министерство энергетики и промышленности Туркменистана — 49 %). Все подведомственные предприятия упраздненного государственного концерна перешли к АО «Туркменудобрения». Работа по управлению АО «Туркменудобрения» была возложена на Министерство энергетики и промышленности Туркменистана.
24 августа 2007 года Постановлением Президента Туркменистана образован Государственный концерн «Туркменхимия» посредством слияния акционерных обществ «Туркменудобрения» и «Туркменйод».

### Разрешение на использование валютных средств
28 июля 2003 года Президент Туркменистана Сапармурад Ниязов подписал постановление, разрешающее ГК «Туркмендокунхимия» реализовывать все виды химической продукции за свободно конвертируемую валюту и не отчислять полученные валютные средства в фонд Межбанковской валютной биржи, как это требовалось от других государственных участников внешнеэкономической деятельности Туркменистана.
Постановление предписывало ГК «Туркмендокунхимия» использовать валютные средства, полученные от реализации химической продукции, на покрытие расходов по выплате заработной платы и социальных пособий, приобретения оборудования и материально-технических производственных ресурсов, проконвертировав их в манаты по рыночному курсу.
В 2003 году в Туркменистане не существовало иной котировки национальной денежной единицы — туркменского маната, кроме официально установленной Центральным банком Туркменистана. Так называемый «рыночный курс» формировался неофициально на нелегальном обменном рынке и превышал официальный курс в 4,5 раза. Обмен валюты по «рыночному курсу» преследовался в уголовном порядке.

## Подведомственные предприятия
В ведении Государственного концерна «Туркменхимия» находятся:
- Гарлыкский горно-обогатительный комбинат;
- Производственное объединение «Марыазот» или Туркменский завод азотных удобрений;
- Производственное объединение «Туркменминерал»;
- Производственное объединение «Гарабогазсульфат»;
- Предприятие «Докунхимия»;
- Завод «Гарабогазкарбамид»;
- Завод «Тедженкарбамид»;
- Завод «Марыкарбамид»;
- Туркменабатский химический завод имени С. А. Ниязова;
- Комбинат «Гувлыдуз»;
- Химический завод «Хазар»;
- Йодный завод «Балканабат»;
- Йодный завод «Берекет».

## Председатели

### ГК «Туркменхимудобрения» (2000—2005)
| No | Имя                  | Назначен   | Уволен     | Причина увольнения                 |
| 1  | Кулмурадов, Ишанкули | 15.06.2000 | 30.03.2001 | как несправившийся с обязанностями |
| 2  | Артыков, Рустем      | 30.03.2001 | 09.07.2001 | переход на другую работу           |
| 3  | Курбышов, Какагельды | 09.07.2001 | 15.11.2002 | переход на другую работу           |
| 4  | Ханов, Сулейман      | 15.11.2002 | 08.04.2005 | переход на другую работу           |

### АО «Туркменудобрения» (2005—2007)
| No | Имя                   | Назначен   | Уволен     | Причина увольнения                 |
| 1  | Ханов, Сулейман       | 08.04.2005 | 04.02.2006 | арестован                          |
| 2  | Айткулиев, Курбанкули | 04.02.2006 | 13.07.2007 | как несправившийся с обязанностями |
| 3  | Курраев, Мурадгельды  | 13.07.2007 | 24.08.2007 | переход на другую работу           |

### ГК «Туркменхимия» (с 2007 года)
| No | Имя                                | Назначен   | Уволен     | Причина увольнения                 |
| 1  | Курраев, Мурадгельды               | 24.08.2007 | 04.05.2012 | за серьезные недостатки в работе   |
| 2  | Балакаев, Меред                    | 04.05.2012 | 25.10.2013 | за серьезные недостатки в работе   |
| -  | Нурыев, Язмухаммед                 | 25.10.2013 | 15.11.2013 | ВрИО, за сер. недостатки в работе  |
| -  | Италмазов, Бабанияз                | 15.11.2013 | 04.04.2014 | ВрИО                               |
| 3  | Кадыров, Назармамед                | 04.04.2014 | 23.12.2015 | скоропостижно скончался            |
| -  | Айдогдыев, Мухаммедмурад           | 25.12.2015 | 28.02.2017 | ВрИО                               |
| 4  | Айдогдыев, Мухаммедмурад           | 28.02.2017 | 12.05.2017 | переход на другую работу           |
| -  | Меретлиев, Шамурад                 | 26.05.2017 | 05.10.2017 | ВрИО                               |
| 5  | Ниязлиев, Ниязли Мурадович         | 05.10.2017 | 14.07.2023 | освобожден от занимаемой должности |
| 6  | Сапбаев, Доврангельди Ишангулыевич | 14.07.2023 |            | действующий                        |